# Minibraria
Minibraria is een geslacht van weekdieren uit de klasse van de Gastropoda (slakken).

## Soort
- Minibraria monroei (McGinty, 1962)